# Волчиха (Ломовский сельсовет)
Волчи́ха — село в Арзамасском районе Нижегородской области. Входит в состав Ломовского сельсовета.

## Население
| 1999 | 2002 | 2010 |
| ---- | ---- | ---- |
| 340  | ↘266 | ↘228 |

## Улицы
- ул. К. Маркса,
- ул. Ленина,
- ул. СДТ 40.

## Достопримечательности
В селе расположена Троицкая церковь, построенная в начале XX века.

## Известные уроженцы
- Ермолаев, Дмитрий Алексеевич (1897—1938) — советский партийный и государственный деятель.